# Celestus microblepharis
Celestus microblepharis är en ödleart som beskrevs av  Garth Underwood 1959. Celestus microblepharis ingår i släktet Celestus och familjen kopparödlor. IUCN kategoriserar arten globalt som otillräckligt studerad. Inga underarter finns listade i Catalogue of Life.